# Tilsa Tsuchiya
Tilsa Tsuchiya Castillo (* 24. September 1928 in Supe; † 23. September 1984 in Lima) war eine peruanische Grafikerin und Malerin, die für ihre Bilder von peruanischen Mythen und Legenden bekannt ist. Sie gilt als eines der größten Vorbilder der peruanischen Malerei und wurde 1970 mit dem renommierten Preis der Biennale Teknoquímica für Malerei ausgezeichnet. Ihr Lehrer, Ricardo Grau, hatte den Biennale-Preis im Jahr zuvor ebenfalls erhalten. Tsuchiya schloss 1959 ihr Studium an der Escuela Nacional Superior Autónoma de Bellas Artes (ENSABAP) (deutsch Nationale autonome Oberschule für bildende Künste) in Peru ab. Tsuchiya’s Werk befasste sich mit den zeitgenössischen Fragen von Geschlecht und Identität und wurde mit früheren Surrealisten in Verbindung gebracht.

## Biografie

### Kindheit
Tilsa Tsuchiya wurde 1928 in Supe, Peru, einer Stadt nördlich von Lima, geboren. Sie war das siebte von acht Kindern, die in jungen Jahren zu Waisen wurden. Ihr Spitzname in der Kindheit war „la chola“. Im Alter von acht Jahren lernte sie zu zeichnen. Ihr Vater, Yoshigoro Tsuchiya (1878–1947), wurde in Chiba, Japan, geboren und kam nach seinem Medizinstudium in den Vereinigten Staaten nach Peru. Er heiratete Maria Luisa Castillo, die in Chavin, Peru, geboren wurde und von chinesischen Einwanderern abstammte.

### Ausbildung
Tsuchiya begann ihr Studium an der Escuela Nacional Superior Autónoma de Bellas Artes von Peru in Lima im Jahr 1947. Im selben Jahr musste sie den Tod ihres Vaters und zwei Jahre später den Tod ihrer Mutter verkraften. Der Verlust ihrer Mutter veranlasste sie, ihr Studium abzubrechen, um mit ihrem Bruder Wilfredo ein Geschäft für Fenstergestaltung und -einrahmung zu eröffnen.
Nach ihrer Rückkehr an die Escuela Nacional Superior Autónoma de Bellas Artes in Peru nahm sie an den Workshops der Künstler Carlos Quizpez Asin und Ricardo Grau teil und war außerdem Schülerin des Malers Manuel Zapata Orihuela. Von Beginn an zeichnete sie sich durch ihre Persönlichkeit und ihren Stil aus. Sie schloss ihr Studium 1959 mit Auszeichnung ab und erhielt die Gran Medalla de Oro (Große Goldmedaille) in Malerei. Im Jahr 1957, noch während ihres Studiums, gewann sie den Segundo Premio del Salón Municipal.
Sie war auch Mitglied der peruanischen Gesandtschaft für die Primera Bienal de la Juventud, die 1958 in Paris stattfand. 1960 reiste sie nach Frankreich, um an der École des Beaux-Arts und an der Sorbonne Druckgrafik und Kunstgeschichte zu studieren, wo sie bis Mitte der 1970er Jahre lebte. Ihr Werk aus dieser Zeit ist durch einen dunklen Ton und eine minimalistische Ästhetik gekennzeichnet.

### Künstlerische Karriere
Imaginäre, sexuell aufgeladene Kompositionen im Kleinformat erlangten mit ihrer Ausstellung in der Institution für zeitgenössische Kunst im Jahr 1968 Bekanntheit. Im Jahr 1970 erhielt sie den Teknoquímica-Preis, eine Anerkennung, die ihre aufsteigende künstlerische Karriere festigte.
Ein Gemälde aus dem Jahr 1974 verwandelte den vertikalen, biomorph gemeißelten Sonnenstein in Machu Picchu, der verlorenen Stadt der Inkas, in eine Figur, die sich wie ein Chac Mool der Maya erhebt. 1975 kehrte sie nach Peru zurück und stellte eine öffentliche Skulptur in der Portugal Street im Distrikt Breña auf. Bald darauf nahm ihr Werk Elemente der Fantasie und der Erzählung auf, wobei sie Aspekte der Bildsprache und der Mythologie der peruanischen Ureinwohner mit europäischen Einflüssen verband. Tsuchiya vertrat Peru 1979 auf der XV. Biennale von São Paulo, und ihr Werk wurde in die Ausstellung Art of the Fantastic: Latin America 1927–1987 in Indianapolis aufgenommen.

### Persönliches
Im Jahr 1948 brachte sie in Huánuco, Peru, ihr erstes Kind zur Welt, Orlando Cornejo Tsuchiya. Im Jahr 1963 heiratete sie ihren Ehemann Charles Mercier, einen Franzosen. Tsuchiya erhielt die französische Staatsbürgerschaft und brachte im selben Jahr ihr zweites Kind, Gilles Mercier Tsuchiya, zur Welt.

## Liste ihrer Werke

### Gemälde
- 1955: Arlequín – Propiedad del Banco del Nuevo Mundo (en liquidación)
- 1956: Bodegón
- 1968: Músicos Andinos
- 1967: Cuarteto indio
- 1968: Aro Negro
- 1968: Soledad
- 1968: Niña en la noche
- 1968: Los comensales
- 1969: Aguas superiores
- 1970: Machu Picchu
- 1971: Bodegón con pato
- 1971: Guardián del viento
- 1971: Paraiso
- 1972: Canto de guerra santa
- 1972: La gran madre
- 1974: Mito de los sueños
- 1974: Escorpión
- 1974: Mujer volando
- 1975: El mito del pájaro y las piedras
- 1975: Mito del fruto
- 1975: Mito de la laguna
- 1974/1975: Tristán e Isolda
- 1976: El mito del guerrero rojo
- 1976: Mito del árbol
- 1976: Mito de la mujer y el vuelo
- 1978: Pelícano
- 1979: Mujer y mono
- 1979: La mujer de las islas

### Zeichnungen
- 1970: Dibujo a tinta con acuarela (S/t)
- 1971: Macchu Picchu
- 1973: Dibujo a tinta con tempera (S/t)

### Slupturen
- 1970: El puma de agua

### Drucke/Gravuren
- 1976: Litografía (S/t)

## Individuelle Ausstellungen (Auswahl)
- 1959, Lima: Instituto de Arte Contemporáneo
- 1966, Paris: Galerie Cimaise
- 1968, Lima: Instituto de Arte Contemporáneo
- 1970, Lima: Instituto de Arte Contemporáneo
- 1972, Lima: Galeria Carlos Rodríquez Saavedra
- 1980, Lima: Galería Enrique Camino Brent
- 1981, Banco Popular del Peru
- 1984, Lima: Sala de Arte Petroperu

## Gruppenausstellungen (Auswahl)
- 1979, Brasilien: Biennale von São Paulo
- 1987: Art of the Fantastic, Latin America, 1920–1987, Indianapolis Museum of Art (Reise),[8]
- 1995: Latin American Women Artists, 1915–1995, Milwaukee Art Museum (Reise)[9]